# X-Men: Madness in Murderworld
X-Men: Madness in Murderworld (ook wel X-Men) is een computerspel dat werd ontwikkeld en uitgegeven door Paragon Software. Het spel kwam uit voor de Amiga, Commodore 64 en het besturingssysteem DOS. Het spel speelt zich af in Murderworld een gevaarlijk en dodelijk pretpark van terreur.  De X-Men (bestaande uit Colossus, Cyclops, Dazzler, Diablo, Storm en Wolverine) moeten het opnemen tegen hun aartsvijanden Arcade en Magneto. Het spel omvat meer dan 500 schermen. Tevens moeten er een aantal puzzels worden opgelost.

## Verhaal
Magneto en Arcade werken samen om professor Charles Xavier te ontvoeren en vestigen zich in Arcade’s beruchte pretpark, Murderworld. De X-Men – Colossus, Cyclops, Dazzler, Nightcrawler, Storm en Wolverine – moeten zich een weg banen door meerdere dodelijke arena’s om Xavier te bevrijden.

## Gameplay
Het spel combineert lenige platformactie met eenvoudige puzzelelementen. Spelers kunnen tijdens het spel tussen de zes X-Men wisselen om gebruik te maken van hun unieke krachten:
- Colossus: hoog uithoudingsvermogen en sterke lijf-aan-lijf-aanvallen.
- Cyclops: kan met gerichte optic blasts vijanden op afstand uitschakelen.
- Dazzler: gebruikt geluids- en lichtpulsen om vijanden te verblinden.
- Nightcrawler: teleporteert (‘BAMF’) korte afstanden om obstakels te omzeilen.
- Storm: zweeft over hindernissen en kan blikseminslagen oproepen.
- Wolverine: beweegt snel en regeneratieve gezondheid.

In totaal bevat het spel meer dan 500 individuele schermen, elk met eigen vallen, vijanden en puzzels. Spelers moeten sleutels en voorwerpen verzamelen om doorgangen te openen en vallen onschadelijk te maken.

## Platforms en releases
| Platform     | Jaar | Regio                 |
| ------------ | ---- | --------------------- |
| MS-DOS       | 1989 | Noord-Amerika, Europa |
| Commodore 64 | 1989 | Europa                |
| Amiga        | 1989 | Europa                |

## Vervolg en nalatenschap
In januari 1990 bracht Paragon Software een directe opvolger uit: ''X-Men II: The Fall of the Mutants'', waarin nieuwe levels en personages werden toegevoegd. Het succes van Madness in Murderworld droeg bij aan de populariteit van Marvel-licentiespellen begin jaren ’90 en vormde de basis voor latere titels zoals ''Spider-Man and the X-Men in Arcade’s Revenge''.

## Technische details
Het MS-DOS-deel van het spel draaide in EGA
-grafische modus met AdLib-muziekondersteuning. Op de Commodore 64 en Amiga maakten de versies gebruik van de eigen geluidschips van de systemen. De besturing geschiedt via toetsenbord (PC) of joystick/gamepad (C64, Amiga).